# ナンだ!?
『ナンだ!?』は、2002年10月10日から2007年9月27日までテレビ朝日系列で放送されていたスポーツ・バラエティ番組である（朝日放送など非放送地区あり）。

## 番組概要
毎回スポーツに関するテーマを掲げ、それらのテーマに関連するスポーツ選手をゲストに招き、素人の素朴な疑問を解明する。“超学術的スポーツラボ”と銘打ち、スポーツ・バラエティながらプロの現役選手が「参考になる」と言う程、具体的かつ専門的な濃い内容（技術や精神論、経験談など）を放送することもある。
元々は『プロ野球ってナンだ？〜南原プロ野球研究会〜』というプロ野球を専門に扱った番組で、プロ野球選手が素人でも使える技術の紹介や村田兆治の超人対決のコーナーなどを年2回（春・秋）放送していた。
2002年10月10日より『NANDA!?』というタイトルでレギュラー化。それに伴い、番組で扱う分野をスポーツ界全般に広げた。
2006年4月13日放送分より、番組名を『ナンだ!?』へ改名しリニューアルした。内容も以前からのトーク形式に加えて、タレントを起用してスポーツにちなんだ様々な企画を行ったりするなど、バラエティー色を強めた番組となった。
しかし、2007年9月27日をもって、約5年間続いた番組は終了した。

## 主な放送テーマ

### 野球
| テーマ           | ゲスト                       |
| ---------------- | ---------------------------- |
| サブマリン       | 山田久志、渡辺俊介           |
| 遅い球           | 星野伸之、古田敦也           |
| ○○投法           | 村田兆治、三浦大輔、角盈男   |
| シュート         | 西本聖、川崎憲次郎           |
| 超打ちにくい投手 | 三浦大輔、渡辺俊介、藤川球児 |
| 奪三振           | 金田正一、古田敦也           |
| 野村克也         | 野村克也                     |
| 左打者           | 清水隆行、高橋由伸           |
| 必勝球           | 村田兆治、東尾修             |
| 犠打             | 川相昌弘、宮本慎也           |
| 抑え             | 豊田清、小林雅英             |
| 新庄剛志         | 新庄剛志                     |

### プロレス
| テーマ   | ゲスト                         |
| -------- | ------------------------------ |
| チョップ | 天龍源一郎、小橋建太、天山広吉 |

## エピソード
元プロ野球選手（千葉ロッテマリーンズ）の里崎智也は、二軍時代この番組の古田敦也、谷繁元信出演回をビデオに録り繰り返し鑑賞、練習に取り入れたことで盗塁阻止のスローイングなどの技術が向上したこと、永久保存版であることを谷繁元信のYouTubeチャンネルにおいて話している。

## 出演者

### 司会
- 南原清隆（ウッチャンナンチャン）
- 栗山英樹
- 中西哲生
- 河野明子（当時テレビ朝日アナウンサー）
- 長島三奈

### レギュラー
- さくら
- 義田貴士

### 準レギュラー
- くりぃむしちゅー（上田晋也・有田哲平）
- 竹原慎二
- 古田敦也
- 小宮山悟

### ナレーター
- 佐藤政道
- 国吉伸洋（当時テレビ朝日アナウンサー）
- 萩野志保子（テレビ朝日アナウンサー）

## スタッフ
- 企画 : 南原清隆
- 構成 : 町田裕章、岩本哲也、関圭一朗
- プレーン : 伊藤滋之
- 企画協力 : 田村正裕
- テーマ曲 : KAZSIN
- TD (テクニカルディレクター)  : 横関正人
- カメラ : 住田清志
- 音声 : 坊上雄一郎
- 照明 : 弓削和幸
- ENG : 松原学
- 美術 : 高見和彦
- 美術進行 : 渡辺俊
- メイク : 大の木ひで
- スタイリスト : 中谷東一、杉山朱美
- 編集 : 佐内悦子
- VTR編集 : 笹川紘一、高根沢征二
- MA : 首藤英一郎
- 音楽演出 : 坂井信行
- 編成 : 浜島聡
- 宣伝 : 重松愛
- 演出 : 板垣武史
- プロデューサー : 秋山純
- 技術協力 : テイクシステムズ、テレテック
- 制作協力 : マセキ芸能社、文化工房、TSP、FLEX
- 制作著作 : テレビ朝日

## ネット局（番組終了時点）
| 放送対象地域   | 放送局                 | 放送日時                                                   | 備考   |
| -------------- | ---------------------- | ---------------------------------------------------------- | ------ |
| 関東広域圏     | テレビ朝日（EX）       | 木曜 24時15分 - 24時45分                                   | 制作局 |
| 秋田県         | 秋田朝日放送（AAB）    | 木曜 24時15分 - 24時45分 (テレビ朝日と同時放送)            |        |
| 岩手県         | 岩手朝日テレビ（IAT）  | 木曜 24時15分 - 24時45分 (テレビ朝日と同時放送)            |        |
| 山形県         | 山形テレビ（YTS）      | 木曜 24時15分 - 24時45分 (テレビ朝日と同時放送)            |        |
| 新潟県         | 新潟テレビ21（UX）     | 木曜 24時15分 - 24時45分 (テレビ朝日と同時放送)            |        |
| 長野県         | 長野朝日放送（abn）    | 木曜 24時15分 - 24時45分 (テレビ朝日と同時放送)            |        |
| 静岡県         | 静岡朝日テレビ（SATV） | 木曜 24時15分 - 24時45分 (テレビ朝日と同時放送)            |        |
| 石川県         | 北陸朝日放送（HAB）    | 木曜 24時15分 - 24時45分 (テレビ朝日と同時放送)            |        |
| 香川県・岡山県 | 瀬戸内海放送（KSB）    | 木曜 24時15分 - 24時45分 (テレビ朝日と同時放送)            |        |
| 大分県         | 大分朝日放送（OAB）    | 木曜 25時45分 - 26時15分 (テレビ朝日より1時間半遅れで放送) |        |
| 福岡県         | 九州朝日放送（KBC）    | 木曜 26時05分 - 26時35分 (テレビ朝日より7日遅れで放送)     |        |
| 沖縄県         | 琉球朝日放送（QAB）    | 木曜 25時40分 - 26時10分 (テレビ朝日より14日遅れで放送)    |        |
| 北海道         | 北海道テレビ（HTB）    | 木曜 25時10分 - 25時40分 (テレビ朝日より42日遅れで放送)    |        |